# Desecration Smile
〈Desecration Smile〉(데시크레이션 스마일)은 레드 핫 칠리 페퍼스의 《Stadium Arcadium》에 수록된 곡이다. 음반의 네 번째 싱글로 발매되었으나, 미국에서는 발매되지 않았다. 2004년 10월에 열린 자선 공연 Bridge School Benefit에서 관객들에게 최초로 공개되었으나, 《Stadium Arcadium》에 실린 스튜디오 버전과는 코러스 등에서 차이가 있다.
뮤직 비디오는 2007년 2월에 발표되었으며, 〈Under the Bridge〉의 뮤직 비디오를 제작한 거스 밴 샌트가 제작하였다.

## 트랙 목록

### CD 싱글 1
1. 〈Desecration Smile〉
2. 〈Joe〉

### CD 싱글 2
1. 〈Desecration Smile〉
2. 〈Funky Monks〉(라이브)
3. 〈Save This Lady〉

### 7" 픽처 디스크
1. 〈Desecration Smile〉
2. 〈Funky Monks〉(라이브)